# Beck Ábrahám
Beck Ábrahám (Porlic, ? – 1851) rabbi

## Élete
Sámuel, kolíni rabbinál, a Machcisz hasekel szerzőjénél tanult. Előbb Lundenburgban, később Kostelben, majd Holicson volt rabbi 1823-tól haláláig. Ősei is kiváló rabbik voltak, egyik fia, Menáchem pedig Krumenauban lett rabbi, akinek fia viszont Posenban töltött be rabbihivatalt. Másik fia, Beck Jakab Cháim, mint verbőci rabbi halt meg. Unokái Bäck lissaui, Rosenfeld Mayer miskolci, Schück Salamon karcagi és Deutsch Menáchem palánkai rabbik voltak. 
Beck nagy talmudtudós hírében állott és nevét több döntvénytár említi, így a Chaszam Szófer (Chatam Szófér) is. Döntvényei önálló kötetben sosem jelentek meg, vegyes döntvénytárak tartalmazzák őket.